# Privatbrauerei Bolten
Pour les articles homonymes, voir Bolten.
 (mars 2021).
Si vous disposez d'ouvrages ou d'articles de référence ou si vous connaissez des sites web de qualité traitant du thème abordé ici, merci de compléter l'article en donnant les références utiles à sa vérifiabilité et en les liant à la section « Notes et références ».
La Privatbrauerei Bolten est une brasserie à Korschenbroich.

## Histoire

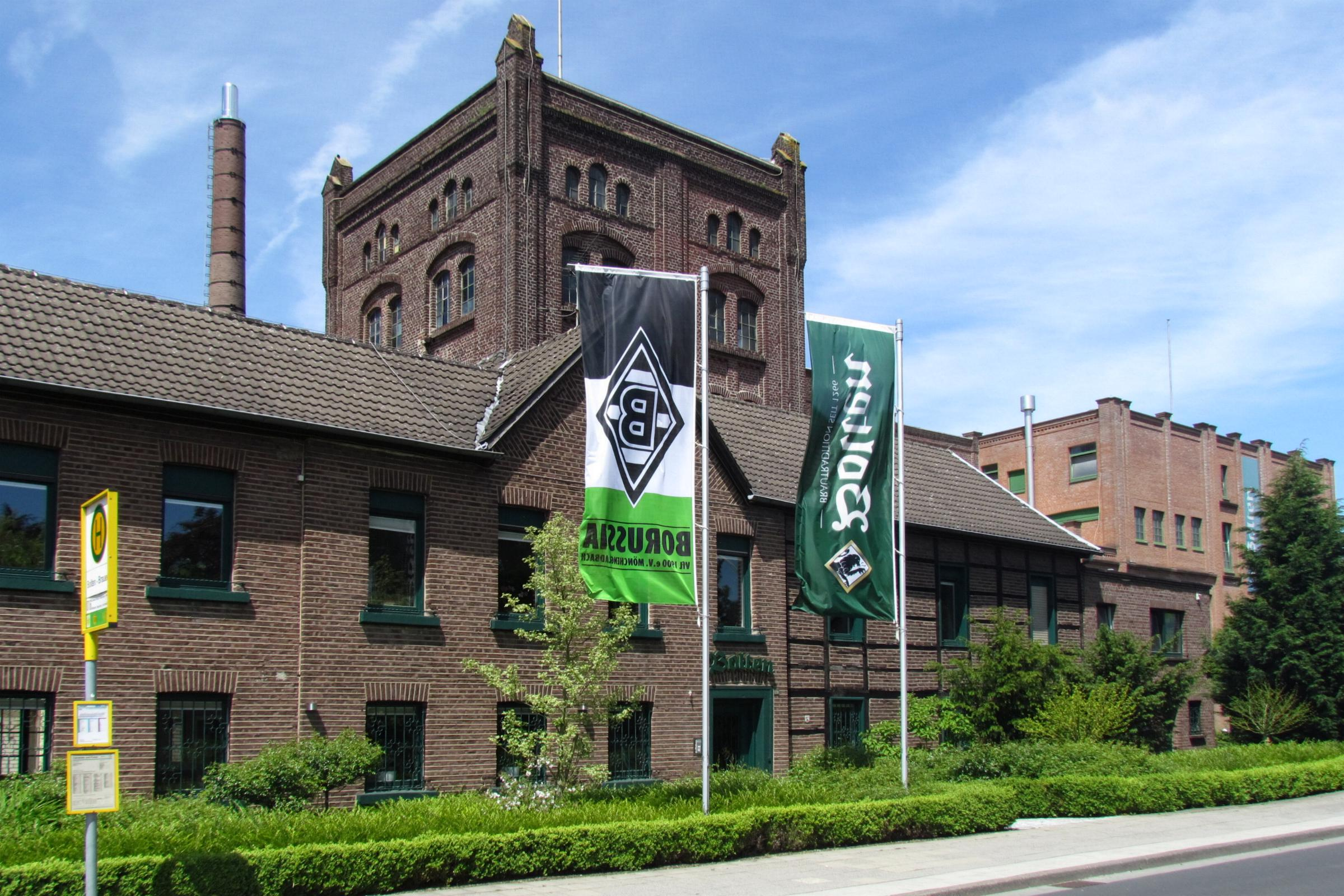
Bâtiments de la brasserie

L'industrie brassicole était déjà établie à Korschenbroich au XIIIe siècle. Selon la brasserie, "Henri le brasseur" a le droit de brasser de la bière au Krauschof à Korschenbroich en 1266 par les seigneurs du château de Myllendonk.
Cependant, Peter Bolten ne loue le Kraushof qu'en 1753 et l'acquiert en 1774. En tant que dernier membre de la famille, la septième génération dirige l'entreprise comme associé directeur de 1992 à 2005. Comme pour toutes les brasseries de tradition, la brasserie est fortement affectée par la baisse des ventes de cette bière depuis le début du XXIe siècle. En raison d'un manque d'argent, les rénovations nécessaires ne peuvent plus être financées et il y a un retard d'investissement. Le 9 juin 2005, l'ancien PDG du groupe Brau und Brunnen, Michael Hollmann, reprend l'entreprise, qui devait être modernisée de toute urgence. En décembre 2006, l'ancien propriétaire de la Brauerei Diebels, Paul Bösken-Diebels, acquiert 50% des actions de la société et les modernisations nécessaires sont effectuées. En 2015 et 2016, les ventes de bière à Bolten se stabilisent.
Depuis 2006, la brasserie Bolten fait de la kölsch pour la Privatbrauerei Gaffel.
Le 2 avril 2014, l'Office fédéral de lutte contre les cartels impose à la brasserie Bolten et plusieurs autres brasseries des amendes pour avoir fixé les prix de la bière pour un montant total de 231,2 millions d'euros.

## Production
- Boltens Alt
- Boltens Natur Pilsener
- Boltens Ur-Alt
- Boltens Ur-Weizen
- Boltens AltBierMisch (Boisson mixte avec limonade ou jus de groseille)
- Boltens Malz
- Boltens Landbier
- Boltens Helles